# حكومة مضر بدران الأولى
حكومة مضر بدران الأولى هي الحكومة الثامنة والستون من حكومات المملكة الأردنية الهاشمية. شكّل مضر بدران الحكومة في 13 يوليو عام 1976م، بتكليف من ملك الأردن الحسين بن طلال. وقد حلّت الحكومة في 27 نوفمبر 1976.

## وصلات خارجية
- موقع رئاسة الوزراء